# 후지사키 나기히코
후지사키 나기히코(일본어: 藤咲 なぎひこ)/시우는 캐릭캐릭 체인지에 등장하는 소년 캐릭터이다.

## 캐릭터 소개
히나모리 아무와의 같은 반 친구로 J체어이자 그 집안의 후지사키 가의 남자들은 어릴 때 여자 옷을 입고, 여자 아이로 지내야 한다. 이것은 여행 무용을 배우기 위한 후지사키 가문의 가훈이란 가훈이 있으며  현재는 가디언의 J체어이다.

## 캐릭터 변신

### 야마토 마이히메 / 오리엔탈 프린세스
테마리/마리와의 캐릭터변신. 테마리/마리가 인간으로 변한 모습.
- 퀸즈 왈츠

마시로 리마의 '크라운 드롭'과의 합동공격.
- 체리 블라썸 샤워

### 비트 점퍼
리즈무/리듬와의 캐릭터변신. 리즈무/리듬이 인간으로 변한 모습.
- 비트 덩크

공모양의 파란색 에너지볼을 덩크슛을 하는 것처럼 조종.
- 플레이즈 슛

공모양의 파란색에너지볼을 드리블 동작후 손가락위에 얹는 기술.